# El Progreso (Honduras)
El Progreso è una città dell'Honduras facente parte del dipartimento di Yoro.
Il comune venne istituito il 19 ottobre 1893 ed ottenne lo status di città il 15 settembre 1927.
È sede della diocesi di Yoro della Chiesa cattolica.